# 王学奇
王学奇（1920年6月3日—2020年4月4日），男，笔名巴垠，北京密云人，中国诗人、古典文学研究学者，河北师范大学教授。长期从事中国古代文学的教学和科研工作。

## 生平
1920年6月3日（农历四月十五）生于京兆地方密云县西田各庄。5岁入私塾，被先生赐名学纯，旋又改名学奇，号硕愚，盖取古诗“学到如愚始见奇”之意。后就读于密云县小学。1936年报考伪冀东通县师范初中部，被录为公费生，后因公费待遇终止，无法继续求学。1937年春季考入顺义县牛栏山中学，为初二插班生。1938年暑假毕业后考入北京市立师范学校。1941年暑假毕业，考入伪建设总署土木工程专科学校，后退学，到北京永定门外石榴庄小学任教员。1942年与同学乘车南下，在洛阳重新考入西北工学院土木工程系，同年退学，重新报考国立西北师范学院国文系并被录取。在校时曾受业于语言学家黎锦熙先生。1946年毕业后，曾在东北工学院长春分院、东北师范大学、天津音乐学院、河北天津师范学院、河北北京师范学院、河北师范大学任教，历任讲师、副教授、教授。1956年加入九三学社。1958年被划为右派。1966年文化大革命开始后，在宣化农场劳动。1979年获平反，恢复政治名誉。1993年退休。曾任第六届河北省政协委员，中国关汉卿研究会会长，河北省元曲研究会会长。2020年4月6日凌晨2点在天津逝世。

## 出版物
主要论著有《元曲释词》《关汉卿全集校注》（1988年河北教育出版社）《元曲选校注》（1994年河北教育出版社）《北曲例释》（1997年浙江教育出版社）《宋金元明清曲辞通释》（2002年语文出版社）《笠翁传奇十种校注》（2009年天津古籍出版）《王学奇论曲》（2016年台湾花木兰文化出版社）《汤显祖〈临川四梦〉校注》等（2017年台湾花木兰文化出版社），另有诗集《拓荒》（1945年生活书店）《鸭绿江歌》（1951年大众出版社，由吳奔星作序）《劳动之歌》《王学奇山歌选》等。